# Siegfried Fürst (Landrat)
Siegfried Fürst (* 7. März 1887 in Schweinfurt; † 21. Dezember 1945 in Moosburg an der Isar) war ein deutscher Landrat.

## Leben
Siegfried Fürst absolvierte ein Studium der Rechtswissenschaften an der Ludwig-Maximilians-Universität München und legte 1912 nach dem dreijährigen Vorbereitungsdienst (Referendariat) sein Großes juristisches Staatsexamen ab. Nach einer Tätigkeit als Amtsanwalt bei der Polizeidirektion München wurde er 1917 Bezirksamtsassessor in München und später in Gunzenhausen. 1927 erhielt Fürst den Titel und Rang eines Regierungsrats. 1929 zur Regierung von Oberbayern und später zum Obersicherungsamt versetzt, wurde er zum 1. Juni 1933 zum Bezirksamtsvorstand  des Bezirksamts Rothenburg ob der Tauber ernannt. Fürst beantragte am 20. Juni 1937 die Aufnahme in die NSDAP und wurde rückwirkend zum 1. Mai desselben Jahres aufgenommen (Mitgliedsnummer 4.135.344). Vom 1. Oktober 1936 bis Mai 1945 war er Bezirksamtsvorstand (ab 1939 Landrat) des Bezirksamts Friedberg (ab 1939 Landkreis Friedberg). Nach seiner Amtsenthebung wurde er in Moosburg interniert, wo er während der Haft starb.